# Bavois
Bavois est une commune suisse du canton de Vaud, située dans le district du Jura-Nord vaudois. Le village de Bavois s’étend de la plaine de l’Orbe au Château qui surplombe la plaine. Au sud-est, sur les hauts de la commune se trouve le hameau du Coudray.

## Toponymie
Les plus anciennes mentions de ce toponyme remontent à la fin du XIIe siècle :
1182 : ecclesia de Baises — 1200 : Albertus de Baoies — 1225 : Girardus de Bavoes — 1233 : ecclesiam de Baoes — 1269 : a Bayoies — 1454 : ecclesiam parrochialem de Bayoes — 1845 : « au village de Bavois ».
Aucune explication étymologique  de ce toponyme n'a jusqu'à aujourd'hui été trouvée satisfaisante. Dans l'état actuel du débat, l'origine et le sens de Bavois restent inconnus et toute tentative d'explication serait spéculative.

## Armoiries
D'or à deux châteaux de sable ouverts et ajourés du champ. Au XIIe siècle, la seigneurie de Bavois appartenait aux sires de Joux. Les successions passant ensuite par les filles, elle connut divers partages, qui expliquent l'existence de deux châteaux. En 1924, la commune se donna des armoiries qui rappellent cette caractéristique historique.

## Population

### Gentilé et surnom
Les habitants de la commune se nomment les Bavoisans.
Ils sont surnommés les Pies (lè z'Agasse ou lè z'Agace en patois vaudois, à rapprocher du patronyme Agassis ou Agassiz).

## Monuments

### Château de Bavois
La commune compte sur son territoire un château datant probablement du XIIIe siècle. La date de la forteresse médiévale est estimée aux alentours du XIVe ou XVe siècle.

### Église
Dédiée à Saint Léger, l'église date du XIe siècle. Le chœur de l'église construit au XIIe siècle a été agrandi au XVe siècle. La chapelle nord fut édifiée à la veille de la Réforme.

## Politique

### Municipalité (exécutif)
Le Conseil municipal, appelé plus communément la Municipalité, constitue l'exécutif des communes du canton de Vaud. La Municipalité de Bavois compte sept membres, élus par la population pour une durée de cinq ans au système majoritaire à deux tours. La Municipalité est présidée par le syndic.

#### Membres élus de la municipalité
| Législature 2011-2015        | Législature 2016-2020     | Législature 2021-2025                                 |
| ---------------------------- | ------------------------- | ----------------------------------------------------- |
| Olivier Agassis (syndic)     | Pascal Agassis            | Pascal Agassis                                        |
| Thierry Salzmann             | Julien Burnens            | Christelle Gobalet                                    |
| Chantal Thouverez            | Jean-Pascal Rochat        | Julien Burnens                                        |
| Laurent Salzmann             | Thierry Salzmann (syndic) | Sandra Balmer puis Gwenael Blanchard (depuis 2023)    |
| Jean-Pascal Rochat           | Jérome Harmel             | Jean-Pascal Rochat puis Gisèle Tarabori (depuis 2023) |
| Julien Burnens (depuis 2015) | Sandra Balmer             | Jérome Harmel                                         |
| Sandra Balmer (depuis 2015)  | Mélanie Crausaz           | Thierry Salzmann (syndic)                             |

### Conseil communal (législatif)
Le Conseil communal de Bavois compte 35 membres élus pour cinq ans au système proportionnel. Un membre du conseil est élu par ses pairs au poste de président. Le poste est renouvelé chaque année lors de la dernière séance du mois de juin.

#### Membres élus du conseil communal
| Législature 2016-2020 | Législature 2016-2020 | Législature 2016-2020       | Législature 2016-2020 | Législature 2021-2025 | Législature 2021-2025 | Législature 2021-2025 | Législature 2021-2025 |
| --------------------- | --------------------- | --------------------------- | --------------------- | --------------------- | --------------------- | --------------------- | --------------------- |
| Luc Jean-Mairet       | Alain Gaudard         | Sébastien Karlen            | Julien Moix           | Adrien Saugy          | Jean-Philippe Agassis | Robert Ischer         | Marie-Claire Gobalet  |
| Steven Oulevay        | Laurent Salzmann      | Rachel Gallay               | Eric Pantet           | Joris Carel           | Steven Oulevay        | Olivier Agassis       | libre                 |
| Philippe Oulevay      | Christine Gaudard     | Norbert Oulevay (Président) | Gisèle Tarabori       | Julien Moix           | Cédric Martin         | Mélanie Crausaz       | libre                 |
| Claire Salzmann       | Joris Carel           | Corinne Martin              | Paul-Henri Duboux     | Hans Hügli            | Philippe Oulevay      | Coraline Oulevay      | libre                 |
| Jean-Claude Agassis   | Christelle Gobalet    | Svend Lehmann               | Dominique Delay       | Christel Besuchet     | Maxime Jean-Mairet    | Sandrine Cavin        | libre                 |
| Maryline Pantet       | Géraldine Carel       | Joaquim Vez                 |                       | Norbert Oulevay       | Dominique Delay       | Daniel Schwab         |                       |
| Hans Hügli            | Adrien Saugy          | Dominique Job               | Svend Lehmann         | Sabrina Oulevay       | Jean-Michel Viquerat  |                       |                       |
| Olivier Agassis       | Alberto De Pascali    | Susan Balsom                | Carole Galland        | Laurent Salzmann      | Yves Martin           |                       |                       |
| Cédric Martin         | Daniel Schwab         | Yves Martin                 | Gisèle Tarabori       | Alain Gaudard         | Alberto De Pascali    |                       |                       |
| Jean-Philippe Agassis | Nicole Oulevay        | Claude-Alain Bugnon         | Nicole Oulevay        | Joaquim Vez           | Corinne Martin        |                       |                       |

## Environnement

### Rivières
La commune de Bavois compte trois rivières, le Talent à la limite est du territoire communal, Le Cristallin au sud et le Canal d'Entreroches à la limite ouest.
Le ruisseau du Bramafan se jette dans le Talent et celui de Couvaloup dans le Canal d'Entreroches.
L'île de Bavois est une île du Talent, sur le territoire de Bavois.

### Étangs
La commune de Bavois compte deux étangs, l'Étang des Puits et l'étang de la St-Prex.

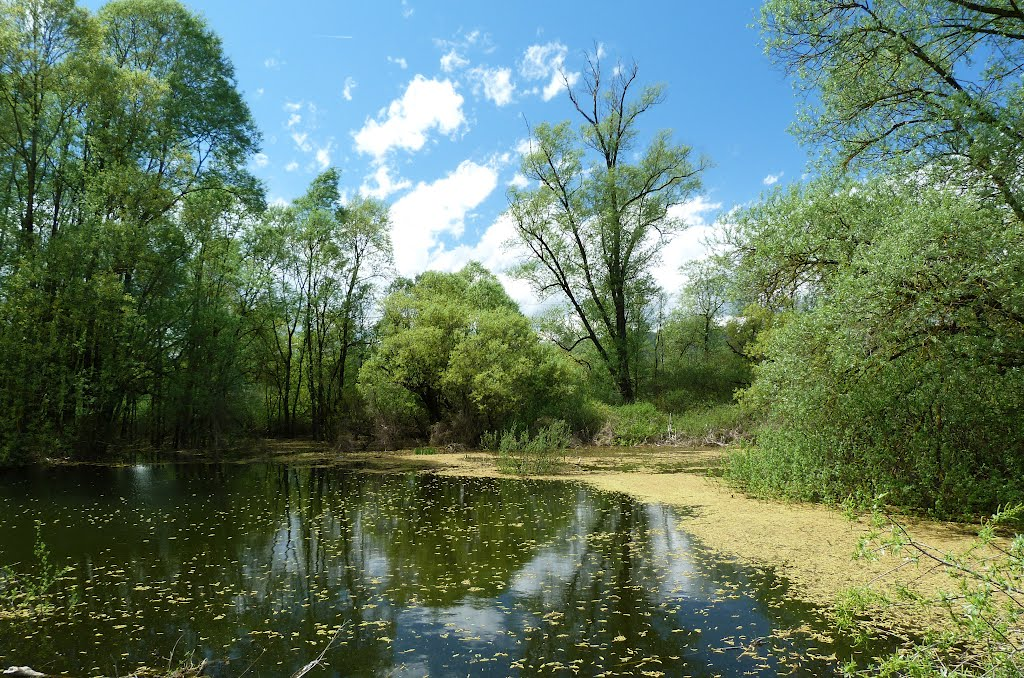
Étang de la St-Prex (Bavois)
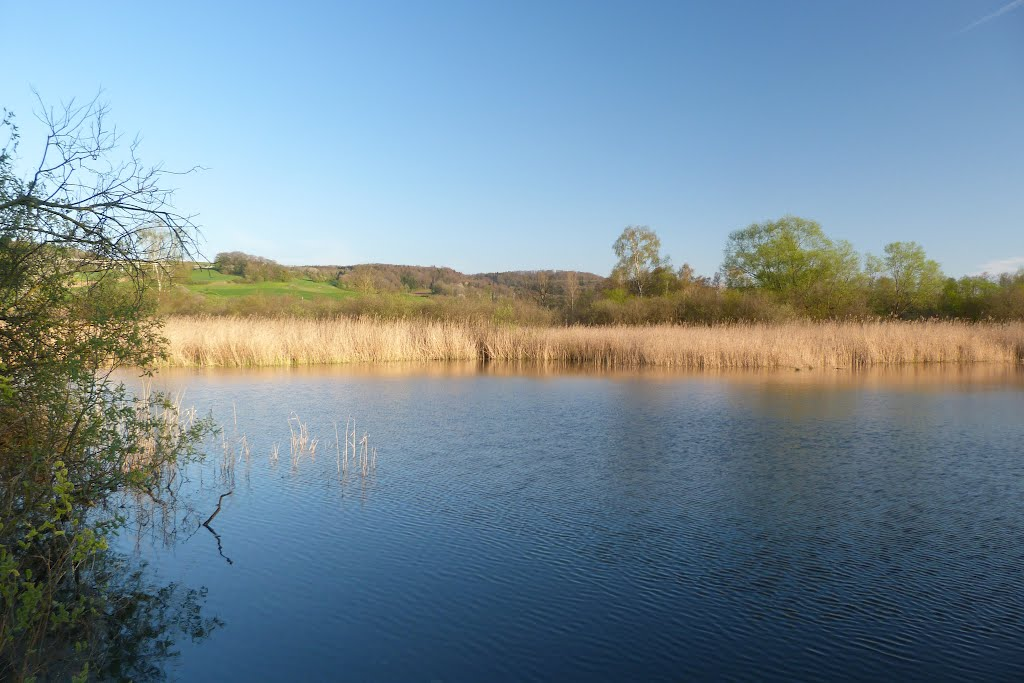
Étang des Puits (Bavois)

## Galerie d'images

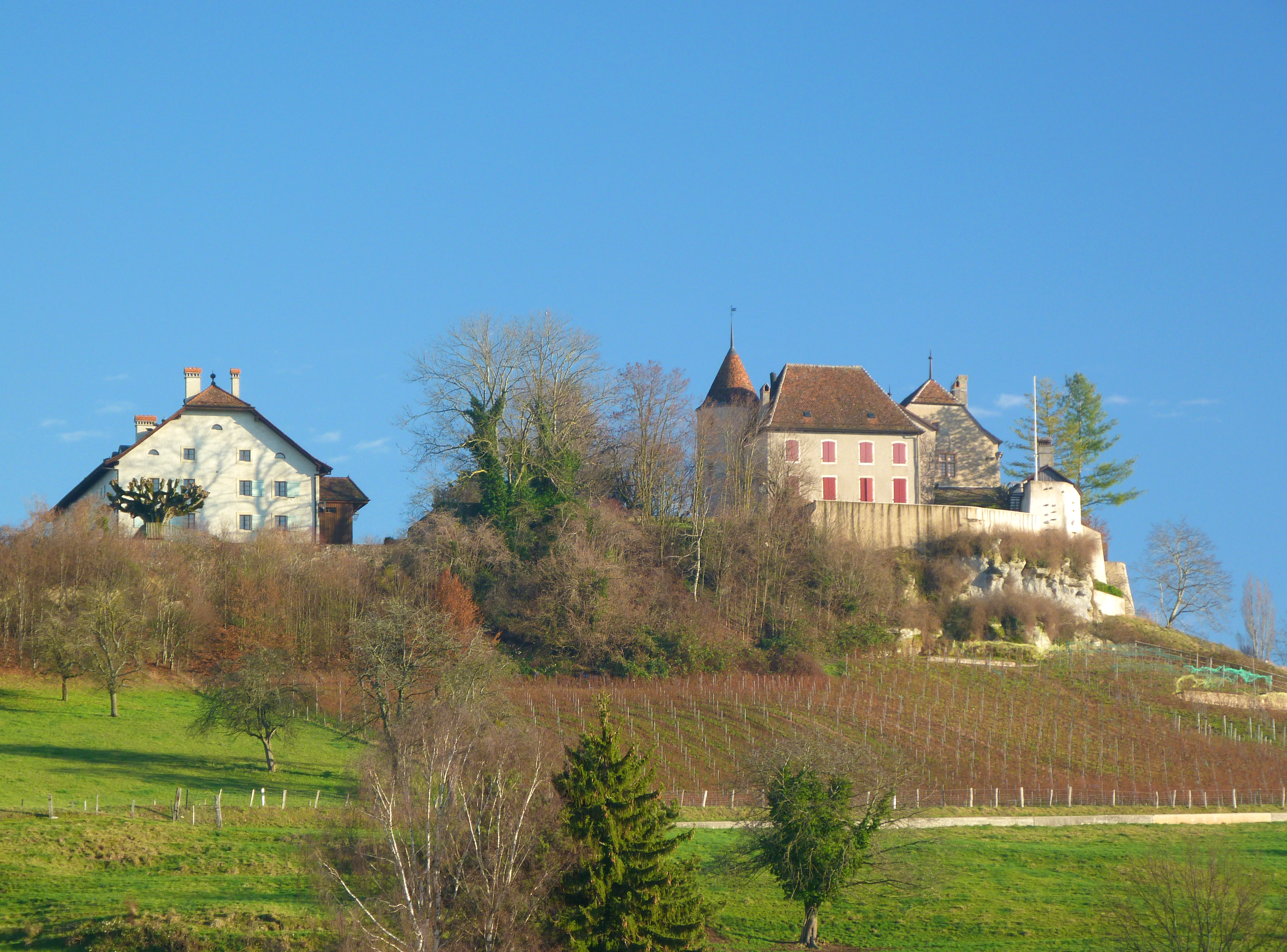
Château de Bavois.
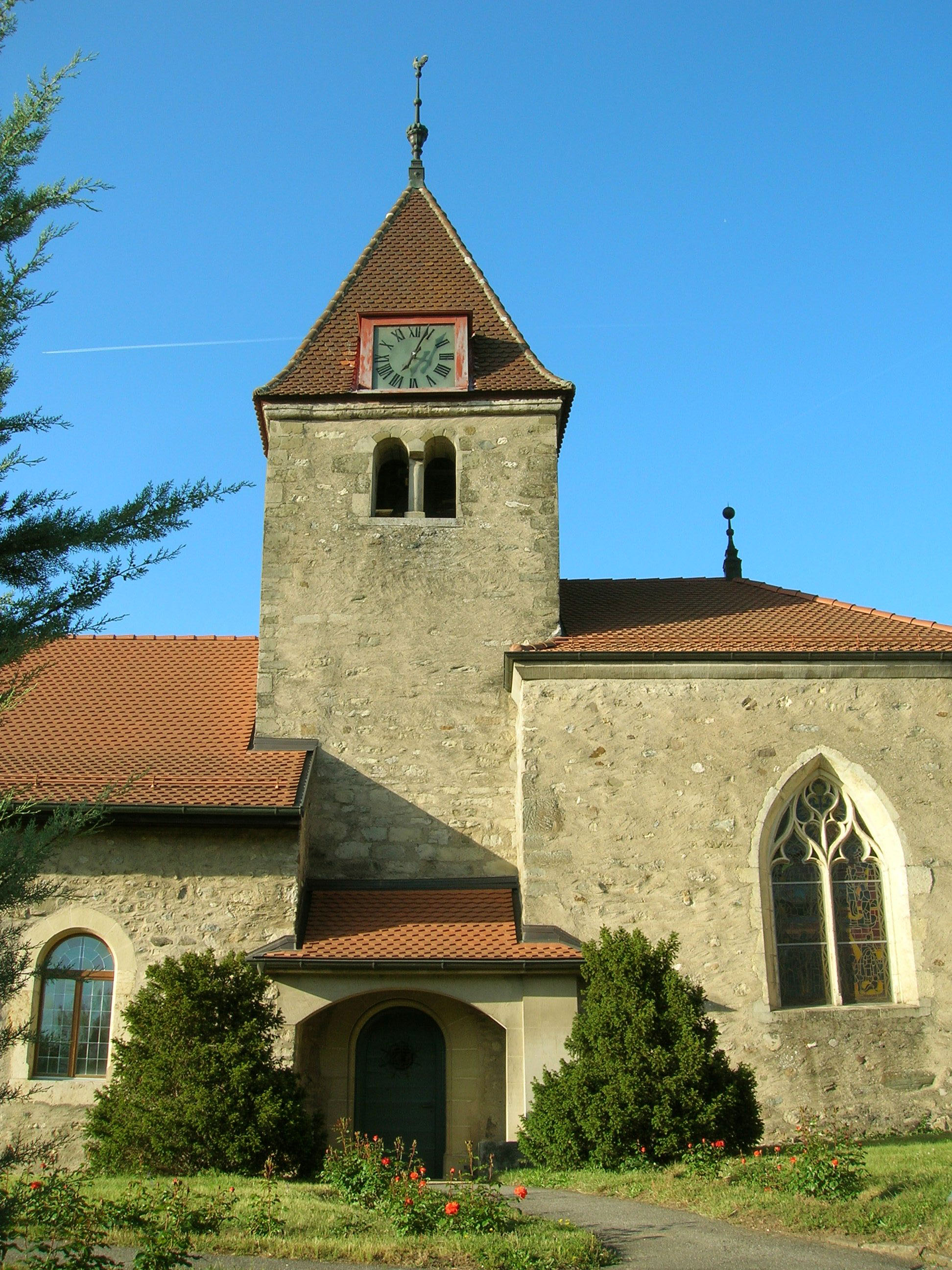
Église de Bavois.
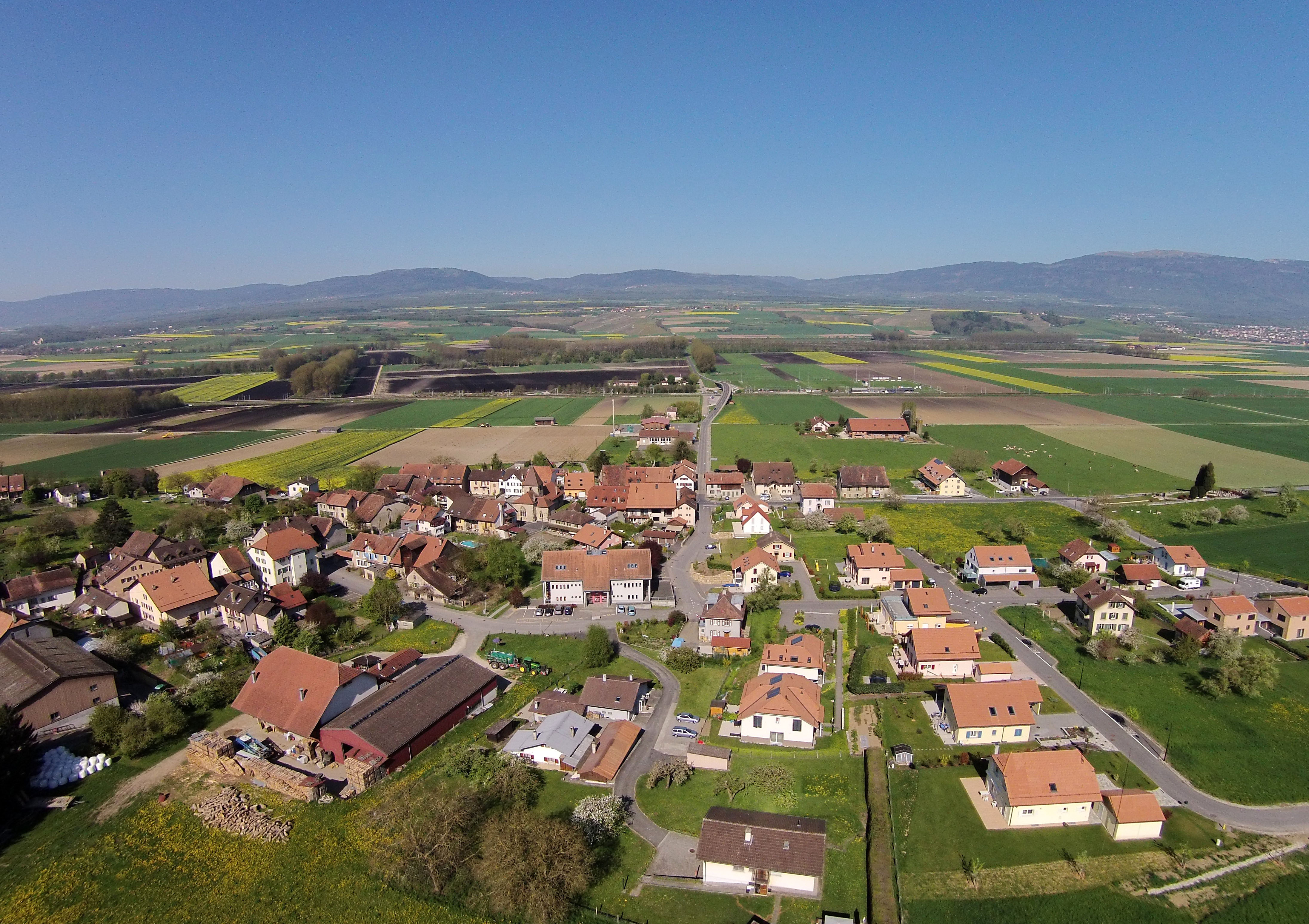
Bavois (École).
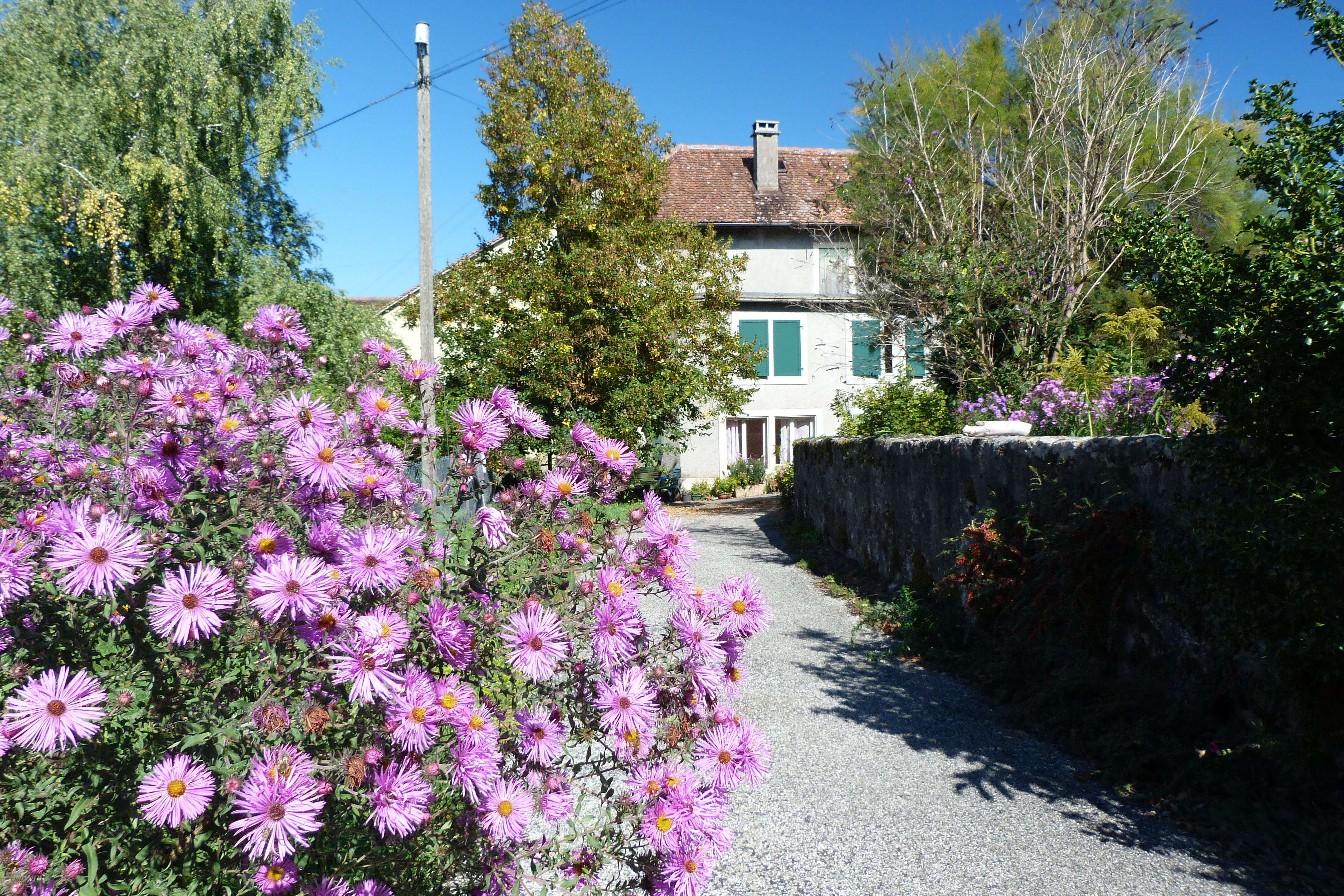
Bavois (Ruelle de Jérusalem).
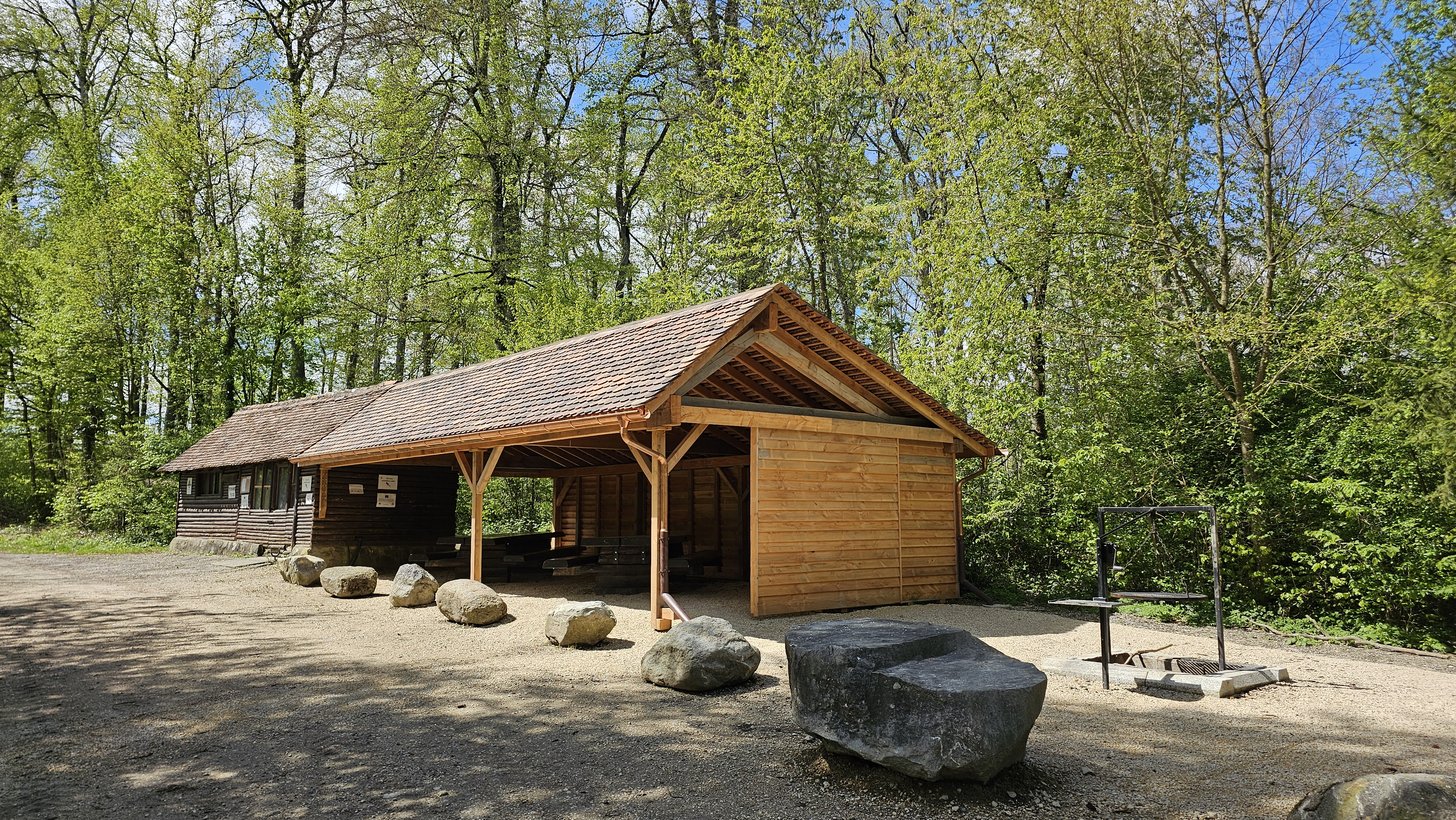
Refuge des Trois Sapins.

## Vidéo de Bavois
[vidéo] « Visionner la vidéo », sur YouTube